# Санкт-Августин
Санкт-Августин (нем. Sankt Augustin) — город в Германии, в земле Северный Рейн-Вестфалия.
Подчинён административному округу Кёльн. Входит в состав района Рейн-Зиг. Население составляет 55 442 человека (на 31 декабря 2010 года). Занимает площадь 34,22 км². Официальный код — 05 3 82 056.
Город подразделяется на 8 городских районов.
В Санкт-Августине находятся один из университетов Bonn-Rhein-Sieg (http://www.h-brs.de) и научно-исследовательские институты Общества Фраунгофера. Также в городе базируется подразделение спецназа Федеральной полиции Германии GSG 9.
С 1980 года поддерживает партнёрские связи с Грантемом в Англии.

## Фотографии

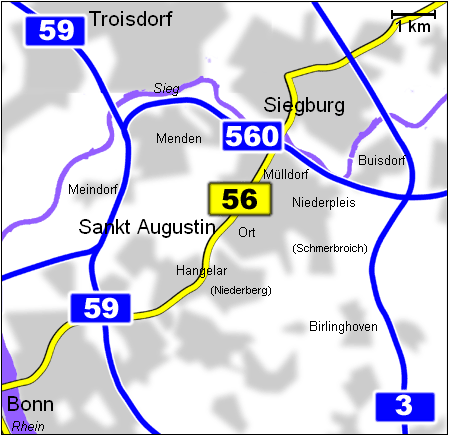
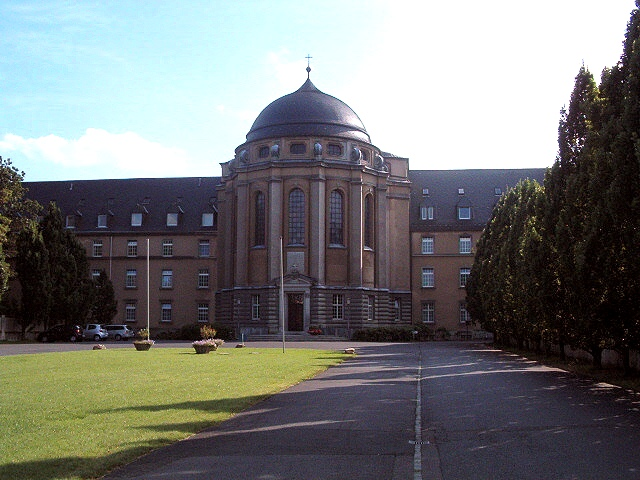
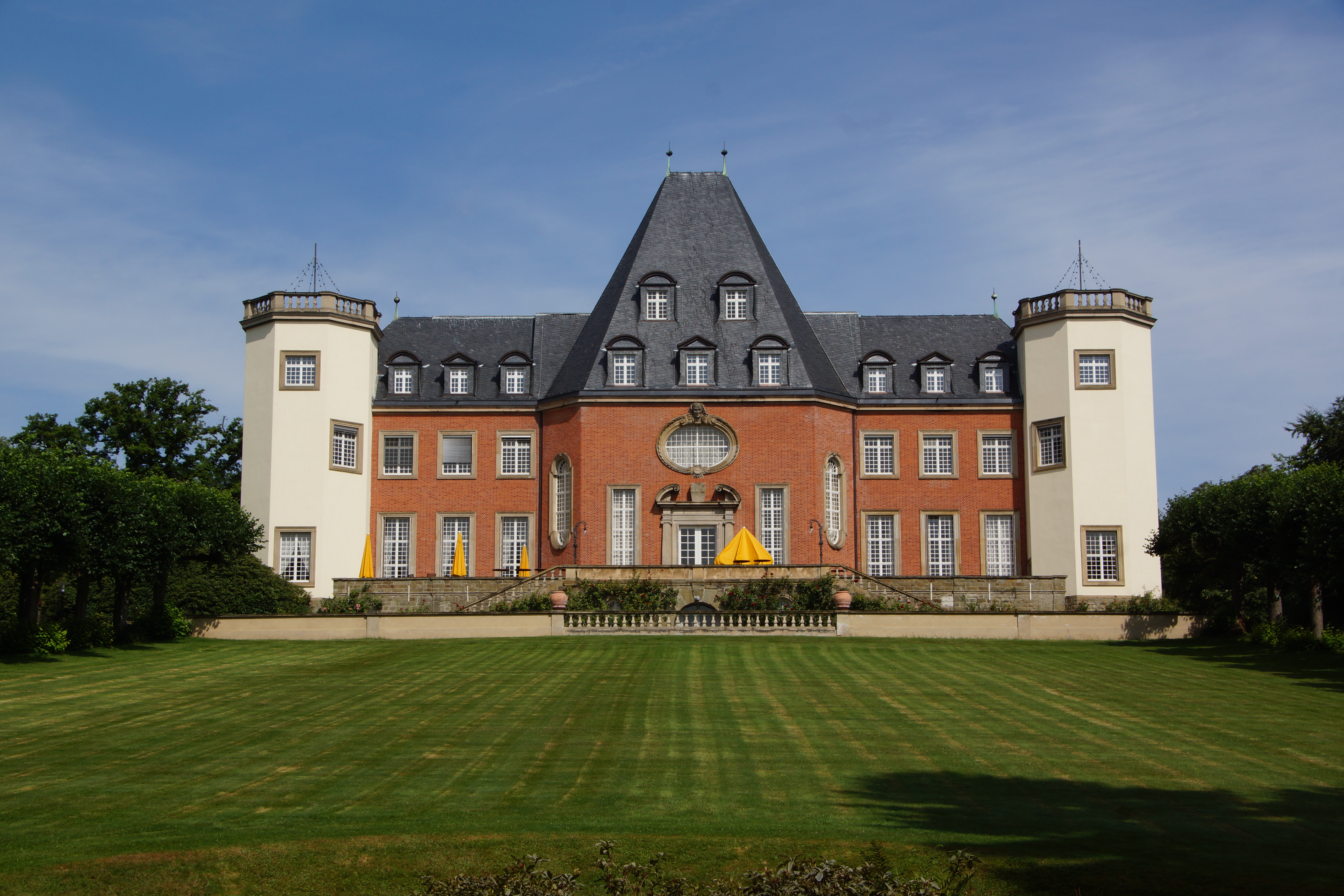
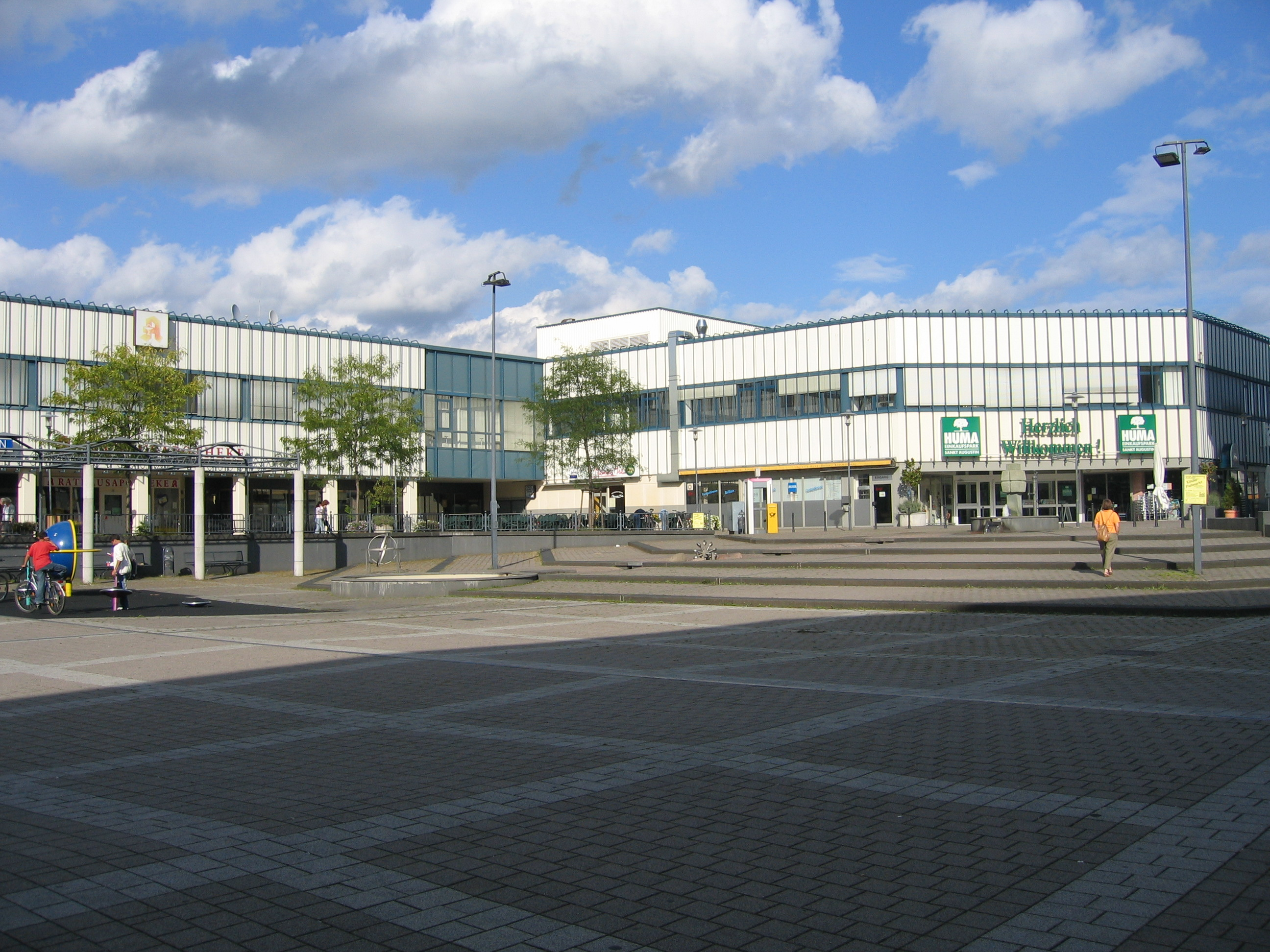